# District de Xiuying
Le district de Xiuying (chinois : 秀英区 ; pinyin : Xiùyīng Qū) est une subdivision administrative de la province chinoise insulaire de Hainan. Il constitue l'un des quartiers urbain de la ville-préfecture de Haikou.
La gare de Haikou est située dans ce district.